# Éric Lejeune
Pour les articles homonymes, voir Lejeune.
Éric Lejeune, né à Bastogne le 16 juin 1962 est un homme politique libéral belge, membre du Mouvement réformateur. 
Il est inspecteur de l'enseignement primaire.

## Carrière politique
- 1998-2012 : Conseiller communal de Bastogne
- 2007-2012 : Échevin de Bastogne
- 2013-2014 : Conseiller provincial de Luxembourg (province)
- Député au parlement wallon et au parlement de la Communauté française depuis le 10 décembre 2018 en remplacement de Willy Borsus